# TV Norte Tocantins
TV Norte Tocantins é uma emissora de televisão brasileira sediada em Palmas, capital do estado do Tocantins. Opera no canal 9 (21 UHF digital) e é afiliada ao SBT, sendo parte da rede regional TV Norte.

## História
A TV Serra do Carmo entrou no ar em 1993, como afiliada da CNT, e a partir de setembro de 2005, passou a exibir a programação da TV Diário, de Fortaleza, Ceará. Em 2 de abril de 2007, se afiliou ao SBT, em substituição à TV Jovem Palmas, que era a afiliada desde 2000.
A emissora muda de nome em 14 de novembro de 2007, passando a se chamar TV Capital. No dia da inauguração, entrou no ar o programa Perfil News com Rodrigo Blamires, exibido de segunda a sábado, ao meio-dia. Em seguida, o programa Você na TV, que ia ao ar de segunda a sexta, às 12h30. Este último sai do ar meses depois. Em 8 de junho de 2009, estreou O Povo na TV, apresentado por Rodrigo Blamires, substituindo o Perfil News. Em 26 de fevereiro de 2013, estreou o telejornal SBT Tocantins, com a apresentação de Gleyson Ramos.
Em 2015, a emissora muda de administração e passa a se chamar SBT Tocantins, extinguindo os programas da fase anterior. Foi montado um estúdio na exposição Agrotins para mostrar detalhes do evento de lançamento do novo jornalístico da emissora, o boletim SBT Redação, apresentado por Maryellen Araújo e Fernando Hessel.
Em 6 de junho de 2020, a SBT Tocantins passa a transmitir seu sinal para Araguaína no canal 9.1 (34 UHF), na antiga TV Alvorada, que agora passa a se chamar TV Norte Araguaína. Em 27 de outubro, o Grupo Norte de Comunicação (proprietário da TV Norte Amazonas, também afiliada ao SBT em Manaus), compra a sociedade da emissora, após 2 anos sendo dono de metade das ações da mesma (desde outubro de 2018). Com isso, a emissora passa a se chamar TV Norte Tocantins.